# Melittobia assemi
Melittobia assemi är en stekelart som beskrevs av Dahms 1984. Melittobia assemi ingår i släktet Melittobia och familjen finglanssteklar.
Artens utbredningsområde är Seychellerna. Inga underarter finns listade i Catalogue of Life.